# La Cartonnerie
La Cartonnerie is een gehucht van de tot het Franse Noorderdepartement behorende gemeente Hondschote.
Het gehucht bevindt zich ten noordwesten van Hondschote, op een driesprong van wegen die respectievelijk naar Hondschote, De Moeren en Hooimille leiden. Laatstgenoemde weg verloopt langs de Kolme. Een vierde weg, eveneens langs de Kolme, verloopt in oostelijke richting en passeert de Belgisch-Franse grens om in Houtem uit te komen.